# سيرغي كوفاليف (لاعب كرة قدم)
سيرغي كوفاليف (بالروسية: Сергей Ковалев)‏ هو لاعب كرة قدم روسي في مركز الدفاع، ولد في 13 أغسطس 1972 في فارونيش في روسيا. لعب مع دينامو موسكو.